# 界山镇
界山镇，是中华人民共和国福建省泉州市泉港区下辖的一个乡镇级行政单位，1999年從南埔镇分出。

## 行政区划
界山镇下辖以下地区：界山村、鸠林村、河阳村、鹅头村、玉湖村、东张村、玉山村、狮东村、大前村、东凉村、下朱村、槐山村和岭头村。